# نظر بایراموف
نظر بایراموف (روسی: Назар Караджаевич Байрамов، آوانگاری Nazar Karadzhayevich Bayramov؛ زادهٔ ۴ سپتامبر ۱۹۸۲) بازیکن فوتبال اهل ترکمنستان بود.
از باشگاه‌هایی که در آن بازی کرده‌است می‌توان به باشگاه فوتبال نسا عشق‌آباد، باشگاه فوتبال فورسکلا پولتاوا، باشگاه فوتبال قزل‌یار، باشگاه فوتبال نفتچی باکو، باشگاه فوتبال کاروان، باشگاه فوتبال کپه‌داغ عشق‌آباد، باشگاه فوتبال آلتین عصر، باشگاه فوتبال روبین کازان، و باشگاه فوتبال قزل‌قوم زرافشان اشاره کرد.
وی همچنین در تیم ملی فوتبال ترکمنستان بازی کرده‌است.